# Саддл-Рок (Нью-Йорк)
Саддл-Рок (англ. Saddle Rock) — селище (англ. village) в США, в окрузі Нассау штату Нью-Йорк. Населення — 989 осіб (2020).

## Географія
Саддл-Рок розташований за координатами 40°47′40″ пн. ш. 73°44′57″ зх. д. / 40.79444° пн. ш. 73.74917° зх. д. (40.794380, -73.749278).  За даними Бюро перепису населення США в 2010 році селище мало площу 0,69 км², з яких 0,64 км² — суходіл та 0,06 км² — водойми.

## Демографія
Згідно з переписом 2010 року, у селищі мешкало 830 осіб у 267 домогосподарствах у складі 231 родини. Густота населення становила 1196 осіб/км².  Було 280 помешкань (404/км²).
Расовий склад населення:
| - 90,0 % — білих - 6,5 % — азіатів - 0,4 % — чорних або афроамериканців |

До двох чи більше рас належало 2,8 %. Частка іспаномовних становила 1,7 % від усіх жителів.
За віковим діапазоном населення розподілялося таким чином: 28,2 % — особи молодші 18 років, 50,0 % — особи у віці 18—64 років, 21,8 % — особи у віці 65 років та старші. Медіана віку мешканця становила 45,4 року. На 100 осіб жіночої статі у селищі припадало 103,9 чоловіків;  на 100 жінок у віці від 18 років та старших — 94,1 чоловіків також старших 18 років.
Середній дохід на одне домашнє господарство  становив 253 273 долари США (медіана — 124 375), а середній дохід на одну сім'ю — 273 300 доларів (медіана — 158 571). За межею бідності перебувало 3,9 % осіб, у тому числі 7,8 % дітей у віці до 18 років та 2,4 % осіб у віці 65 років та старших.
Цивільне працевлаштоване населення становило 352 особи. Основні галузі зайнятості: освіта, охорона здоров'я та соціальна допомога — 25,6 %, гуртова торгівля — 16,5 %, науковці, спеціалісти, менеджери — 12,5 %, фінанси, страхування та нерухомість — 11,4 %.